# GNU Mailman
GNU Mailman — пакет GNU для управления рассылками электронных писем. Это свободное программное обеспечение/открытое программное обеспечение, распространяется свободно по GPL. Модель программы содержит Majordomo, ezmlm, Enemies of Carlotta и SubEtha Mail; управление в Mailman осуществляется через Веб-интерфейс.
Mailman написан на языке программирования Python. Он может работать с любым общим Unix почтовым сервером, включая Postfix, Sendmail и qmail.
Наилучшая интеграция наблюдается при использовании со свободным почтовым сервером exim (который используется по умолчанию в Debian Linux): с использованием специальных правил в настройках, exim знает адреса которые используются Mailman и автоматически перенаправляет все письма, содержащие заголовки Mailman для обработки в Mailman, без установки определённых алиасов для каждого листа рассылки, как это осуществляется у любого другого почтового сервера.
Пользовательские настройки включены в веб-интерфейс, встроена архивация сообщений, автоматически обрабатываются Bounce message, режим дайджеста и фильтрация спама.